# Willy Vierlinger
Willy Vierlinger (* 6. November 1908; † 29. Juni 1996) war ein bayerischer Mundartautor.

## Leben
Willy Vierlinger ist der ältere Bruder von Emil Vierlinger. Willy Vierlinger ist Autor zahlreicher Szenen. Der von ihm erfundene Charakter Dimpflmoser, der scheinbar authentische Urtyp des grantelnden Bayern („Baiern“), wurde mit Zeichnungen Gerhardt Hentrichs als wöchentliche Bildergeschichte populär. Diese erschien 1936 bis 1940 in der Münchner Beilage der Zeitung „Die Post“ aus dem Zentralverlag der NSDAP. Es gab Buchveröffentlichungen bei (demselben) Franz-Eher-Verlag, wie zum Beispiel Dimpflmoser (1939).
In Veröffentlichungen, die nach dem Zweiten Weltkrieg erschienen, fehlen einzelne Geschichten, die allzu sehr dem Zeitgeist des nationalsozialistischen Deutschlands entsprangen; einzelne Texte wurden auch sanft nachbearbeitet.
Vierlinger schrieb auch selbst Hörstücke für das frühe Radio, so gemeinsam mit Olf Fischer für die Reihe Brummlg'schichten (1947). Vorgetragen wurden seine Stücke unter anderem von Liesl Karlstadt. Vierlinger arbeitete lange Jahre als freier Mitarbeiter für den Bayerischen Rundfunk.
1975 veröffentlichte Intercord eine Schallplatte mit Szenen aus dem Buch Unsterblicher Dimpflmoser mit Gustl Bayrhammer in der Rolle des Dimpflmoser.

## Werke
Bücher
- Dimpflmoser. Franz-Eher-Verlag, München 1939.
- Unsterblicher Dimpflmoser. Rosenheimer Verlagshaus, Rosenheim 1976 (= Rosenheimer Raritäten), ISBN 3-475-52141-5.

Tonträger
- Eine bayrische Gaudi. Szenen aus dem Buch „Unsterblicher Dimpflmoser“. Label: Intercord, 1975: Schallplatte, 1990: Audio-CD.